# FlyEgypt
flyEgypt (IATA: FT, ICAO: FEG, Hívójel: SKY EGYPT) egy egyiptomi diszkont és charter légitársaság, amelynek a székhelye Kairóban található.

## Története
A légitársaságot 2014-ben alapították charterszolgáltatóként és 2015. február 12-én kezdte meg működését egy Kairó és Dzsidda közötti járattal. 2015. július 11-én heti szezonális járatot indított Zürich és Marsza Alam között.

## Célállomások
2022 februárjában a flyEgypt a következő célállomásokat szolgálta ki:
| Ország                  | Város         | Repülőtér                              | Megjegyzés     | Források |
| ----------------------- | ------------- | -------------------------------------- | -------------- | -------- |
| Egyesült Arab Emírségek | Rász el-Haima | Rász el-Haima-i nemzetközi repülőtér   |                | [ 4 ]    |
| Egyesült Arab Emírségek | Sardzsa       | Sardzsai nemzetközi repülőtér          |                | [ 5 ]    |
| Egyiptom                | Alexandria    | Borg El Arab repülőtér                 | Bázisrepülőtér |          |
| Egyiptom                | Aszjút        | Aszjúti repülőtér                      |                |          |
| Egyiptom                | Asszuán       | Asszuáni nemzetközi repülőtér          |                | [ 6 ]    |
| Egyiptom                | Gurdaka       | Hurghadai nemzetközi repülőtér         |                | [ 7 ]    |
| Egyiptom                | Kairó         | Kairói nemzetközi repülőtér            | Bázisrepülőtér | [ 6 ]    |
| Egyiptom                | Luxor         | Luxori nemzetközi repülőtér            |                |          |
| Egyiptom                | Marsza Alam   | Marsza Alam-i nemzetközi repülőtér     |                | [ 6 ]    |
| Egyiptom                | Sarm es-Sejk  | Sarm es-Sejk-i nemzetközi repülőtér    | Szezonális     | [ 7 ]    |
| Egyiptom                | Szohág        | Szohági nemzetközi repülőtér           |                |          |
| Észak-Macedónia         | Szkopje       | Szkopjei nemzetközi repülőtér          |                |          |
| Jordánia                | Ammán         | Alia királyné nemzetközi repülőtér     |                |          |
| Kuvait                  | Kuvaitváros   | Kuvaiti nemzetközi repülőtér           |                |          |
| Németország             | München       | Müncheni repülőtér                     |                |          |
| Norvégia                | Oslo          | Oslo–Gardermoeni repülőtér             |                |          |
| Szaúd-Arábia            | Dzsidda       | Abdul-Aziz király nemzetközi repülőtér |                |          |
| Szaúd-Arábia            | Ḥaʼil         | Ḥaʼil regionális repülőtér             |                |          |
| Szaúd-Arábia            | Jizan         | Jizan regionális repülőtér             |                |          |
| Szaúd-Arábia            | Rijád         | Khalid király nemzetközi repülőtér     |                |          |
| Szaúd-Arábia            | Yanbu         | Yanbu repülőtér                        |                | [ 8 ]    |
| Szerbia                 | Belgrád       | Belgrádi repülőtér                     |                |          |
| Szlovákia               | Szliács       | Szliácsi repülőtér                     |                |          |

## Flotta
2022 februárjában a flyEgypt flottája a következő repülőgépekből állt:

## Fordítás
Ez a szócikk részben vagy egészben  a   FlyEgypt című angol Wikipédia-szócikk ezen változatának fordításán alapul.  Az eredeti cikk szerkesztőit annak laptörténete sorolja fel. Ez a jelzés csupán a megfogalmazás eredetét és a szerzői jogokat jelzi, nem szolgál a cikkben szereplő információk forrásmegjelöléseként.